# Diplodonta puncturella
Diplodonta puncturella is een uitgestorven tweekleppigensoort uit de familie van de Ungulinidae. De wetenschappelijke naam van de soort is voor het eerst geldig gepubliceerd in 1899 door Dall.